# Appendicula gracilis
Appendicula gracilis är en orkidéart som beskrevs av Leonid Vladimirovitj Averjanov. Appendicula gracilis ingår i släktet Appendicula och familjen orkidéer.
Artens utbredningsområde är Vietnam. Inga underarter finns listade i Catalogue of Life.